# Eragrostis pascua
Eragrostis pascua är en gräsart som beskrevs av Sylvia Mabel Phillips. Eragrostis pascua ingår i släktet kärleksgrässläktet, och familjen gräs.
Artens utbredningsområde är Etiopien. Inga underarter finns listade i Catalogue of Life.